# Atelopus monohernandezii
Atelopus monohernandezii är en groddjursart som beskrevs av Ardila-Robayo, Osorno-Muñoz och Pedro M. Ruiz-Carranza 2002. Atelopus monohernandezii ingår i släktet Atelopus och familjen paddor. IUCN kategoriserar arten globalt som akut hotad. Inga underarter finns listade.